# 古斯塔夫 (黑森-洪堡)
古斯塔夫·阿道夫·腓特烈（德語：Gustav Adolf Friedrich，1781年2月17日—1848年9月8日），黑森-洪堡伯爵，1846年至1848年在位。
古斯塔夫是黑森-洪堡伯爵腓特烈五世的第四子。在拿破崙戰爭期間，古斯塔夫曾參與過雷根斯堡戰役、阿斯珀恩-埃斯靈戰役、瓦格拉姆戰役、德勒斯登戰役以及萊比錫戰役等。

## 家庭
1818年，古斯塔夫與外甥女安哈特-德紹的路易絲結婚，兩人共有1子2女：
- 卡羅琳公主（1819年—1872年），羅伊斯-格賴茨親王妃
- 伊莉莎白公主（1823年—1864年）
- 腓特烈王子（1830年—1848年），早逝

## 統治
1846年，古斯塔夫繼承哥哥菲利普成為黑森-洪堡伯爵。在人民的請願下，古斯塔夫於1848年廢除了法律上對猶太人的歧視，並允許猶太人參與政治。
由於獨子腓特烈的早逝，1848年古斯塔夫去世後由弟弟斐迪南繼任為黑森-洪堡伯爵。